# Escadron départemental de sécurité routière
Un escadron départemental de sécurité routière (EDSR) est une unité de la Gendarmerie nationale française dont la mission principale est la lutte contre l'insécurité routière. Chacun des groupements de gendarmerie départementale de France métropolitaine comporte un EDSR qui regroupe toutes les unités routières ou autoroutières du département. De plus, il existe quatre EDSR dans les départements d'outre-mer.
Les EDSR peuvent mettre leurs capacités particulières en renfort ou appui des unités de la gendarmerie. Ces missions s'exercent plus principalement sur les axes routiers et autoroutiers dans les parties de territoire où la gendarmerie est chargée de la sécurité publique (Zone Gendarmerie Nationale (ZGN)) mais aussi hors de celles-ci pour des missions d'information et de relation publiques, en soutien en opérations d'unités de gendarmerie et pour les missions militaires qui leur sont dévolues : escortes de convois et autorités militaires, contrôle de la circulation militaire, jalonnements des itinéraires (en complément ou à la place des unités de l'Arme du Train). Les personnels des EDSR peuvent partir à l'étranger pour des missions civiles comme militaires ayant pour thème leurs compétences en matière de sécurité routière. En temps de guerre sur le territoire, les EDSR sont chargés de la circulation routière de défense. À noter que les EDSR ont, avec la gendarmerie mobile, la charge des escortes de convois dans le domaine nucléaire, civil comme militaire.

## Organisation

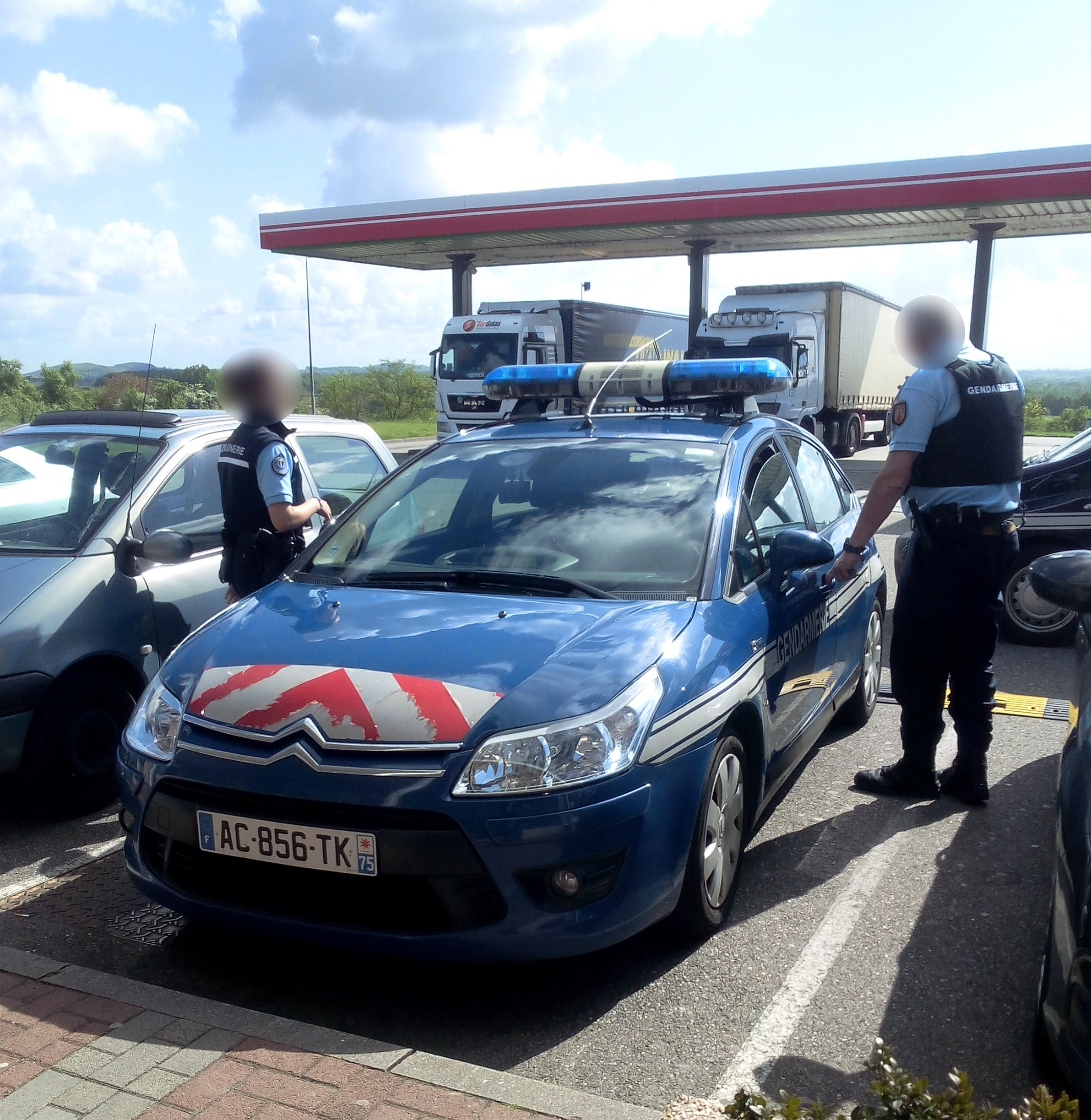
Citroën C4 d'un peloton motorisé alsacien sur une aire d'autoroute.

L'EDSR est composé d'un groupe de commandement et d'unités spécialisées aux compétences variant selon les caractéristiques du réseau routier :
- brigades motorisées (BMo)
- pelotons motorisés (PMo)

Le groupe de commandement est implanté au chef-lieu du département. L'officier placé à sa tête dirige et coordonne les unités subordonnées. Il est également le conseiller technique du commandant de groupement de gendarmerie départementale.
Il existe 97 escadrons répartis sur l'ensemble du territoire français, dont 4 dans les territoires d'outre-mer.
En 2015, à la suite de la dissolution des Brigades rapides d'intervention, leurs moyens et leur personnel ont été transférés aux pelotons d'autoroute et aux pelotons motorisés pour former des Équipes rapides d'intervention.

### Pelotons motorisés

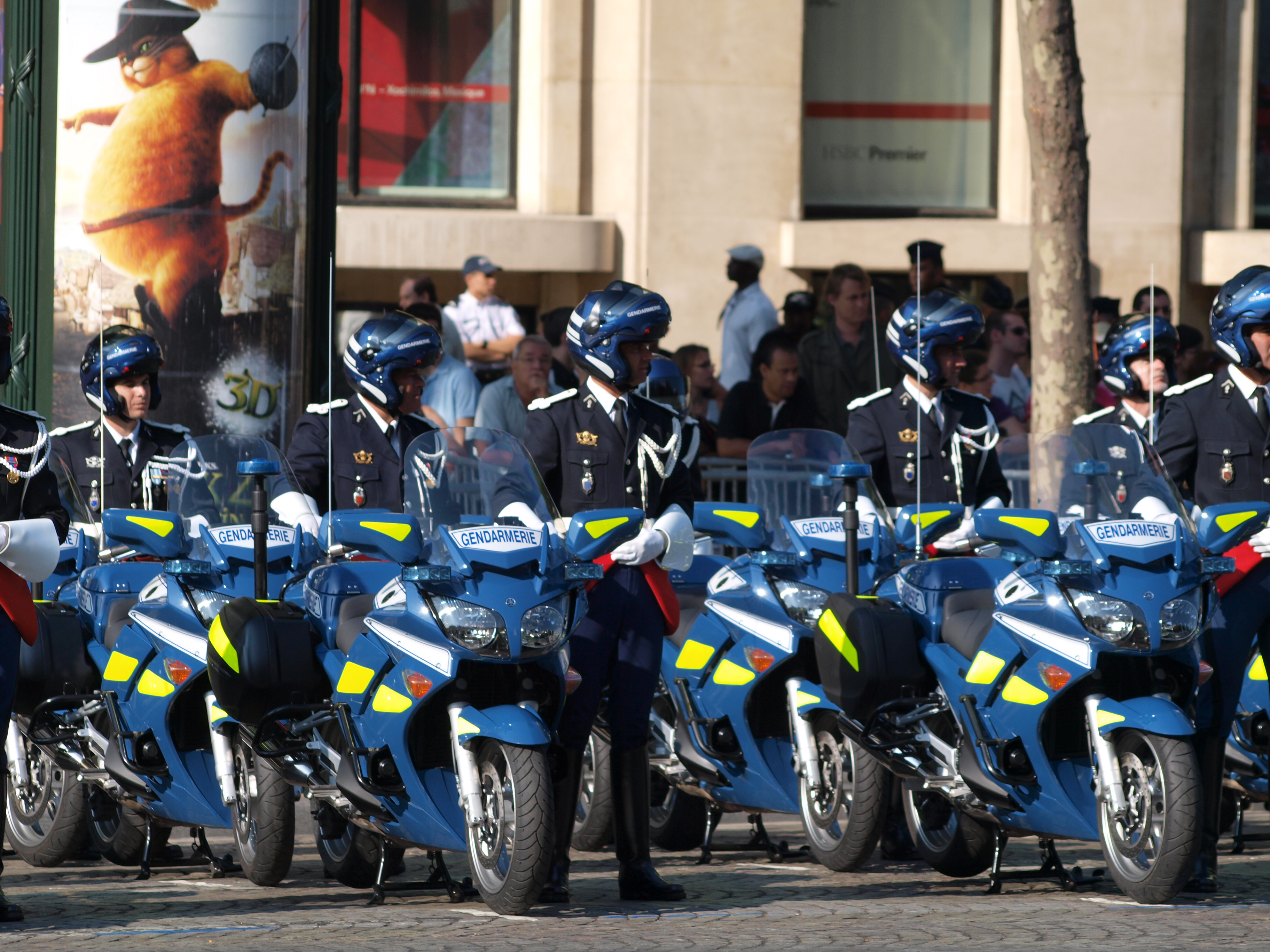
Motocyclistes de la gendarmerie départementale lors des cérémonies militaires du 14 juillet 2010.

Les pelotons motorisés (PMo) assurent les missions de circulation et de sécurité routières sur le réseau routier et autoroutier du département dont la responsabilité est confiée à la gendarmerie. Elles exercent leur activité en priorité sur les axes les plus importants ainsi que sur le réseau secondaire. Leurs modalités d'intervention sont variées : surveillance du trafic, police de la circulation et des transports, escortes et pilotages, éducation des jeunes, information des usagers de la route, etc.
Les PMo sont composés de motocyclistes, mais également de militaires non motocyclistes et de gendarmes adjoints volontaires.

### Brigades motorisées
Les brigades motorisées (BMo) assurent les mêmes missions que les PMo sur le réseau routier du département dont la responsabilité est confiée à la gendarmerie. Ils sont composés uniquement de motocyclistes contrairement aux PMo.
Il y a aussi la BMA, c'est la brigade motorisée d'autoroute qui assure un respect des vitesses sur l'autoroute et sur les environs, ils sont equipés de Yamaha TDM 900.

### Pelotons d'autoroute
Les pelotons d'autoroute (PA) étaient des unités prioritairement dédiées à l'exécution des missions de police sur les axes autoroutiers. Leur compétence territoriale pouvaient s'étendre sur le ruban autoroutier qu'ils surveillent, au-delà des limites de leur département. Leurs moyens sont adaptés de façon à disposer d'une capacité permanente d'intervention en toute sécurité sur l'autoroute. Ils sont désormais intégrés aux pelotons motorisés.

### Équipes rapides d'intervention

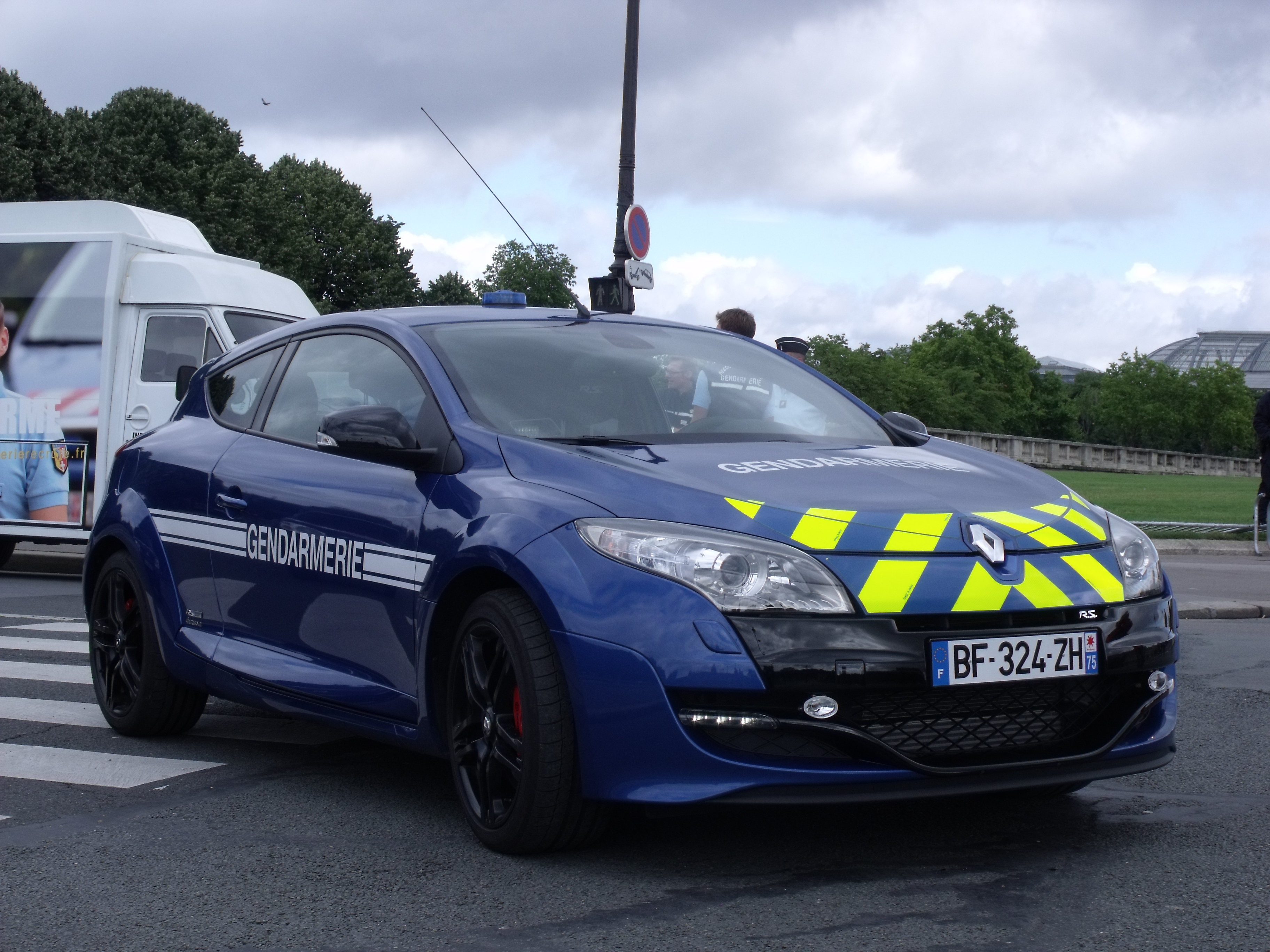
Mégane III RS, ancienne l VRI de la Gendarmerie Nationale

Issues des brigades rapides d'intervention, les équipes rapides d'intervention (ERI) complètent et renforcent la surveillance exercée sur le réseau autoroutier. Leur action est orientée vers la recherche d'infractions difficiles à relever autrement que dans le flot de circulation : interception de véhicules se déplaçant à des vitesses très élevées, changement irrégulier de file, non-respect des distances de sécurité, etc.
Elles disposent de voitures rapides d'intervention (VRI) pilotées par des personnels chevronnés qui suivent des stages réguliers. Les VRI peuvent opérer en liaison avec les hélicoptères de la gendarmerie.

## Historique
Avant 1999, les unités spécialisées dans la sécurité routière étaient soit des pelotons motorisés soit des unités d'autoroute. Chacune se partageaient respectivement le réseau routier et le réseau autoroutier.

### Pelotons motorisés
Spécialisés dans la mission de sécurité routière sur le réseau routier du département, les pelotons motorisés (PMo) évoluaient au sein des groupements de gendarmerie départementale (département). En fonction des infrastructures routières, les pelotons motorisés étaient soit groupés en une seule et même unité installé au chef-lieu du département, soit divisés en plusieurs brigades motorisées (BMo).

### Unités d'autoroute
L'organisation des unités d'autoroute était définie par la circulaire du 7 février 1967. Dédiées à l'exécution des missions de police sur les axes autoroutiers, les unités d'autoroute s'organisaient en fonction des sociétés concessionnaires :

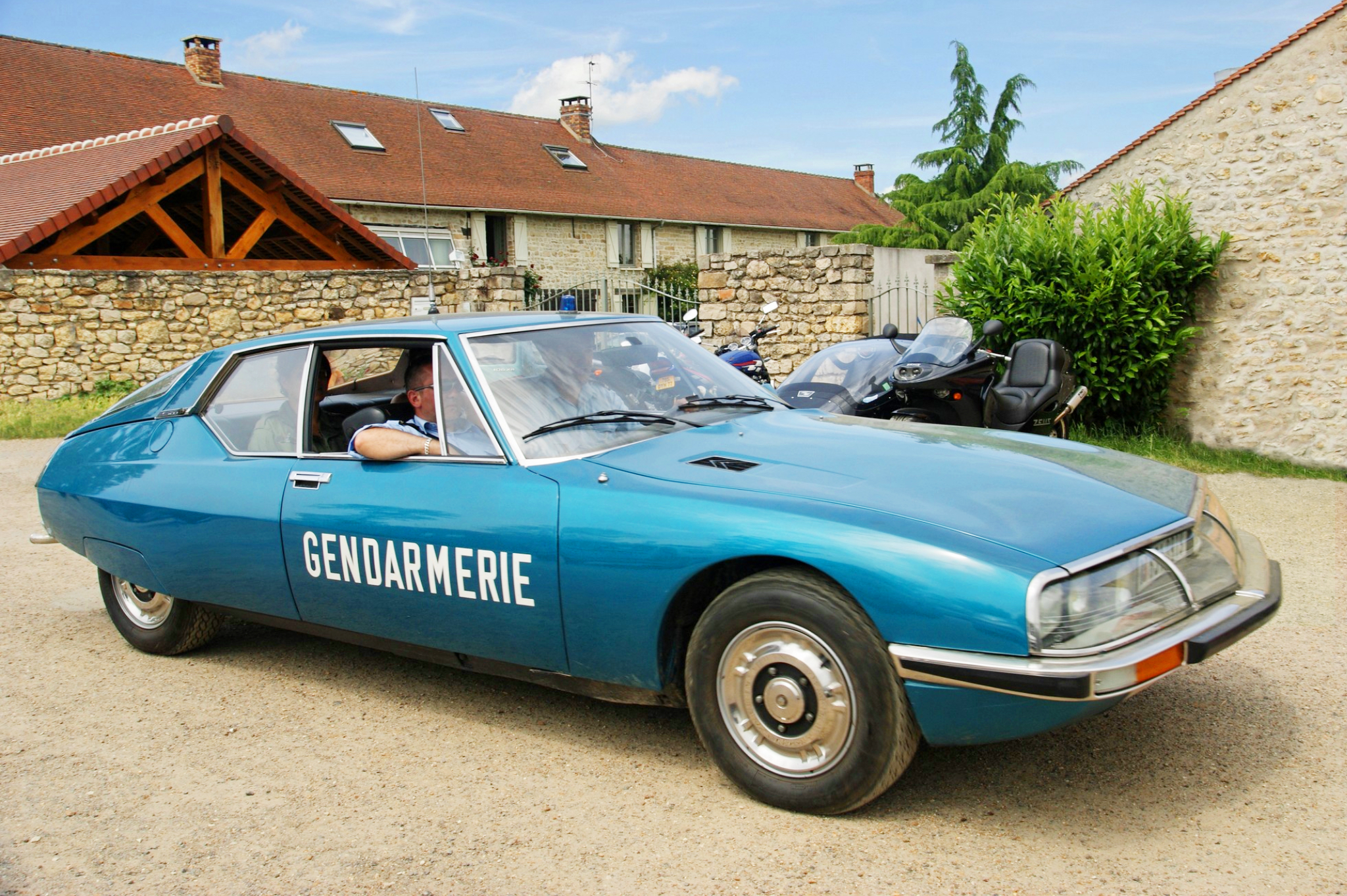
Citroën SM ayant servi dans les brigades rapides d'intervention.

- Groupements d'autoroute : correspondent au niveau des directions d'exploitations.
- Escadrons d'autoroute : correspondent au niveau des directions régionales.
- Pelotons autoroute : correspondent au niveau des districts autoroutiers.

Les escadrons d’autoroute regroupent plusieurs pelotons mais également une brigade rapide d'intervention.
Comme pour les BMo de la gendarmerie départementale, des Brigades Motorisées Autoroutières (BMA) existent au sein des escadrons d'autoroute. En 2011, ces unités disparaîtront totalement au profit des PMo et des BMo.
La chaîne de commandement spécifique aux unités d'autoroute étant calquée au réseau autoroutier et non aux divisions administratives traditionnelles, il est alors décidé que toutes les unités de gendarmerie spécialisées dans la police sur la route (sur l'autoroute et hors de l'autoroute) d'un même groupement (département) soient réunies sous l'autorité d'un seul officier : le commandant de l'Escadron départemental de sécurité routière (EDSR).
En 1999, les escadrons d'autoroute disparaissent au profit des EDSR.

## Véhicules

### Véhicules rapides d'intervention
Le véhicule rapide d'intervention (VRI) est le matériel équipant uniquement les équipes rapides d'intervention (ERI). Un véhicule rapide d'intervention est armé par deux militaires, dont un pilote possédant la qualification de pilote VRI. L'équipier-passager l'assiste en prenant à son compte les tâches contribuant au succès de la mission : liaison radio, navigation, manipulation du cinémomètre, observation, activation du panneau à message variable, gestes d'interception.
Depuis la création des BRI en 1963, puis des ERI en 2015, la Gendarmerie nationale a connu différents véhicules rapides d'intervention.
| Période              | Image     | Véhicule                                        | Puissance | Vitesse max (km/h) | 0 à 100 km/h | Livrées |
| -------------------- | --------- | ----------------------------------------------- | --------- | ------------------ | ------------ | ------- |
| 1966 – 1987 (21 ans) |           | Alpine A110 (1966-1973) Alpine A310 (1973-1987) | 125 ch    | 215 km/h           | 8,2 s        | 14 A110 |
| 1966 – 1967 (1 an)   |           | Matra Djet 6                                    | 105 ch    | 200 km/h           | 6,5 s        | 3       |
| 1973 – 1979 (6 ans)  |           | Citroën SM V6 Maserati                          | 178 ch    | 220 km/h           | 10,2 s       | -       |
| 1984 – 1987          |           | Renault 18 Turbo                                | 125 ch    | 192 km/h           | 10,5 s       | -       |
| 1987 – 1992          |           | Citroën CX GTi                                  | 136 ch    | 197 km/h           | 10,4 s       | -       |
| 1992 – 1995          |           | Renault 21 2L Turbo                             | 175 ch    | 227 km/h           | 8 s          | 33      |
| 1995 – 1998          |           | Peugeot 405 T16                                 | 220 ch    | 231 km/h           | 7,5 s        | -       |
| 1998 – 2006          |           | Peugeot 306 S16                                 | 167 ch    | 216 km/h           | 7,8 s        | 25      |
| 2001 - 2006 (5 ans)  |           | Renault Mégane IDE                              | 140 ch    | 209 km/h           | 8,7 s        | -       |
| 2006 – 2011 (5 ans)  |           | Subaru Impreza WRX                              | 225 ch    | 229 km/h           | 6,2 s        | 65      |
| 2011 – 2021          |           | Renault Mégane III RS                           | 275 ch    | 255 km/h           | 5,9 s        | 68      |
| 2020                 |           | Seat Leon III Cupra 290 ,                       | 290 ch    | 250 km/h           | 5,9 s        | 17      |
| 2021 - 2025          | Alpine110 | Alpine A110 Pure                                | 252 ch    | 250 km/h           | 4,5 s        | 26      |

### 2011 - 2022: Mégane III RS Gendarmerie
En janvier 2011, la Gendarmerie nationale française a choisi la Renault Mégane III RS pour équiper les BRI en remplacement des Subaru Impreza WRX. Le marché porte sur 67 voitures qui sont livrées à partir de fin 2011, jusqu'au début 2012. L'équipement des Renault Mégane RS est effectué par la société Durisotti, carrossier spécialisé.
Le VRI (véhicule rapide d'intervention) actuellement en service est donc la Mégane RS III.
Voici l'équipement qu'il possède :
- Un gyrophare à LED plat et non le gyrophare à goutte que possèdaient les Subaru Impreza Gendarmerie[10].
- 4 feux à éclat sont placés dans l'habitacle au niveau des coins inférieurs du pare-brise et de la lunette arrière.
- La sérigraphie avec les bandes blanches des deux côtés du véhicule sont conservées comme dans la Subaru.
- Deux sérigraphies « Gendarmerie » sont opposées sur la haut du capot et sur le coffre.
- Les zébras rouge et blanc ont disparu au profit d'une nouvelle sérigraphie (reprenant le même design), mais cette fois-ci de couleur jaune et bleu. (normes européennes concernant les véhicules d'intervention, secours ou force de l'ordre)
- Le bleu constructeur et non Gendarmerie reste le même que la Subaru Impreza Gendarmerie

### 2021 - présent: Alpine 110
En octobre 2021, la Gendarmerie nationale française a choisi l'Alpine 110 pour équiper les BRI en remplacement des Renault Mégane III RS. Le marché porte sur 26 voitures qui sont livrées à partir de mai 2022. L'équipement est effectué par la société Durisotti, carrossier spécialisé. Un second lot d'Alpine A110 est commandé en 2023. Il s'agit cette fois de versions S, délivrant 300 chevaux. Les 26 premières Alpine sont alors mises au type S, à l'exception de la puissance qui demeure à 252 chevaux.
Voici l'équipement qu'il possède :
- Un gyrophare à LED plat
- 4 feux à éclat sont placés dans l'habitacle au niveau des coins inférieurs du pare-brise et de la lunette arrière.
- La sérigraphie avec les bandes blanches des deux côtés du véhicule sont conservées
- Deux sérigraphies « Gendarmerie » sont opposées sur la haut du capot et sur le coffre.
- Les zébras couleur jaune et rouge à l'arrière
- Porte fusil automatique dans la malle avant
- Panneau à message variable à l'arrière, avec une tablette tactile 7 pouces pour le pilotage de messages multi-langue[13].

### Motocyclettes
Les motocyclettes équipent l'ensemble des unités d'un EDSR : PA, PMo et BMo. Seuls les gendarmes ayant effectué le stage de formation des gendarmes motocycliste au centre national de formation à la sécurité routière (CNFSR) de Fontainebleau sont habilités à piloter les motocyclettes.

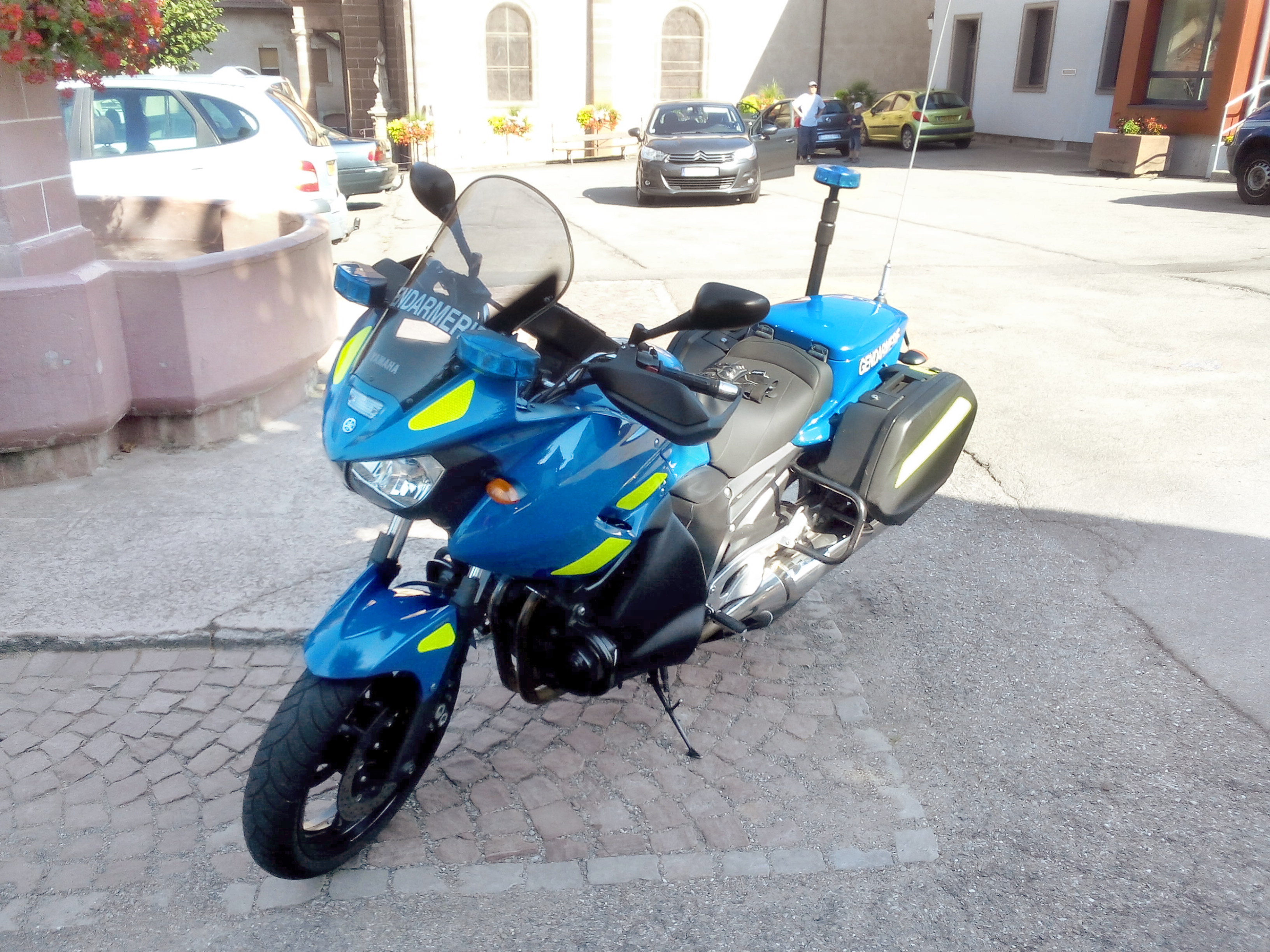
Yamaha TDM 900 de la Gendarmerie nationale

Depuis la création des EDSR, en 1999, de nombreux modèles ont vu le jour au sein des unités motocyclistes de la gendarmerie départementale.
| Mis en service | Véhicule           | Puissance | Vitesse max (km/h) |
| -------------- | ------------------ | --------- | ------------------ |
| 1992           | BMW K 75 RT        | 75 cv     | 190 km/h           |
| 2000           | BMW R 1100 RT      | 95 cv     | 195 km/h           |
| 2001           | BMW R 1150 RT (de) |           |                    |
| 2005           | Yamaha FJR 1300    | 100 cv    | 260 km/h           |
| 2012           | Yamaha TDM 900     | 86 cv     |                    |
| 2013           | BMW R 1200 RT      | 110 cv    | 208 km/h           |
| 2020           | Yamaha FJR 1300    | 144 cv    | 250 km/h           |